# ليلى و مجنون (أوبرا)
ليلى ومجنون (بالأذرية: (Leyli və Məcnun (opera) - هي أول أوبرا أذربيجانية لعزير حاجبايوف.

## تاريخ الأوبرا
أول أوبرا وطنية أذربيجانية كتبها عزير حاجبايوف في عام 1907. 
كُتبت الأوبرا على أساس تراجيديا لشاعر محمد بن سليمان «ليلى ومجنون» في القرن السادس عشر. 
هذه الأوبرا ليست أول أوبرا أذربيجانية فقط، ولكنها أول أوبرا في العالم الإسلامي بأسره أيضا.

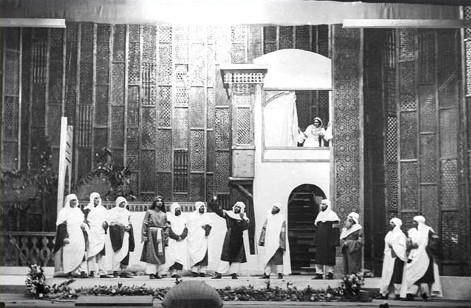
أول أوبرا أذربيجانية "ليلى و مجنون"

أقيمت في باكو بمسرح زين العابدين تاجيف الباكوي في 12 يناير عام 1908. 
استنادًا إلى قصة الحب الكلاسيكية، الشائعة في جميع أنحاء شرق أدنى وآسيا الوسطى جنوب آسيا، يعتبر هذا العمل لؤلؤة الثقافة الأذربيجانية.
في فبراير 2008، في الدورة الثامنة والثلاثين للمؤتمر العام لليونسكو، أدرج الذكرى المائة لأول أوبرا أذربيجانية «ليلى ومجنون» في قائمة التواريخ التي لا تنسى لليونسكو.
وبالفعل خلق عزير حاجبايوف أوبرا ليلى ومجنون في 1907، وكتب ليبريتو الأوبرا منه وشقيقه جيهون. 
كان مخرج الإنتاج الأول حسين عربلينسكي، الذي أجراه عبد الرحيم بك حاقفيريديف.
الظهور في الأدوار: حسينقولو سارابسكي (مجنون)، عبد الرحمن فراجيف (ليلى)، ميرحمود كاظموف (والدة مجنون). عزف عزير حاجبايوف نفسه على الكمان في الأوركسترا.

## وصلات خارجية
https://www.youtube.com/watch?v=iqfINiqbroM
https://www.youtube.com/watch?v=Vu3YgGxE4Mc